# Solna katedrala Zipaquirá
Solna katedrala Zipaquirá (špansko Catedral de Sal de Zipaquirá) je podzemna rimskokatoliška cerkev, zgrajena v predorih rudnika soli 200 metrov pod zemljo v gori halita blizu mesta Zipaquirá v departmaju Cundinamarca v Kolumbiji. Je turistična znamenitost in romarski kraj v državi. Tempelj ima tri dele, ki predstavljajo rojstvo, življenje in smrt Jezusa. Ikone, okraski in arhitekturni detajli so ročno vklesani v halit. Vključenih je nekaj marmornih skulptur. Cerkev velja za enega najbolj opaznih dosežkov kolumbijske arhitekture , ki jo opisujejo kot »dragulj moderne arhitekture«. Predstavlja dragoceno kulturno, okoljsko in versko dediščino za kolumbijsko ljudstvo.
Katedrala je delujoča cerkev, ki ob nedeljah sprejme kar 3000 obiskovalcev, vendar nima škofa in zato tudi uradnega statusa stolnice v katolištvu.

## Geologija
Nahajališča soli v občini Zipaquirá so nastala pred približno 250 milijoni let in so bila dvignjena nad morsko gladino v poznem terciarnem obdobju, ko so nastali Andi.

## Lega
Kompleks leži v občini Zipaquirá, v departmaju Cundinamarca, 49 kilometrov  severno od Bogote, na 2652 metrih nadmorske višine. Državna avtocesta 45A povezuje Bogoto in mesto Zipaquirá, prav tako Tren Turistico De La Sabana (turistični vlak Savana). Mesto je znano ne le po katedrali, temveč tudi po tem, da je blizu enega najstarejših človeških naselij v Ameriki, arheološkega najdišča El Abra.

## Zgodovina
Rudnike halita je izkoriščala že predkolumbovska kultura Muisca od 5. stoletja pred našim štetjem. Bila je ena izmed njihovih najpomembnejših gospodarskih dejavnosti.
Tradicionalno rudarjenje halita je opisal Alexander von Humboldt med svojim obiskom mesta Zipaquirá leta 1801. To nahajališče opisuje kot večje od glavnih rudnikov halita tistega časa, kot so tisti v Španiji, Švici, na Poljskem in v okrožju Tirolska z izračunano oceno virov na milijon kubičnih metrov. Von Humboldt je tudi kritiziral tehnike izkopavanja kot nepraktične za prihodnje izkoriščanje in namesto tega priporočal lebdeče rudarjenje, saj halitni predori ne zahtevajo tramov, kar znižuje stroške.

### Stara katedrala
Leta pred izgradnjo podzemne cerkve (okoli leta 1932) so rudarji izklesali svetišče, kjer so vsakodnevno molili in prosili za zaščito svetnikov pred začetkom dela. Leta 1950 se je začela gradnja večjega projekta: solne katedrale, ki je bila slovesno odprta 15. avgusta 1954 in posvečena Rožnovenski Mariji, zavetnici rudarjev. Bila je sestavljena iz treh ladij in monumentalnega križa. Del galerij so pravzaprav izklesali starodavni Muisca. Ker pa je bila cerkev vklesana v delujočem rudniku, so jo zaradi strukturnih težav in varnostnih pomislekov oblasti septembra 1992 zaprle. Strošek gradnje prvotne cerkve je znašal več kot 285 milijonov ameriških dolarjev.
Objekt je imel 120 m dolžine, 5500 m² površine in 22 m višine. Imel je šest glavnih stebrov in največjo zmogljivost 8000 ljudi.
Glavna ladja je vključevala monumentalni križ, ki je bil osvetljen od podnožja navzgor in je v stropu metal veliko senco v obliki križa. Desna ladja je vključevala ikone Križevega pota in rožnega venca z ikono Rožnovenske Marije (kipar Daniel Rodriguez Moreno in kasneje prepeljan v novo katedralo). Leva ladja je vključevala ikone Jezusovega rojstva in Jezusovega krsta s slapom, ki simbolizira reko Jordan.

### Nova katedrala
Inštitut za industrijske naložbe je skupaj s koncesijo Salinas in kolumbijskim združenjem arhitektov razpisal natečaj za načrtovanje nove katedrale, katerega zmagovalec je bil projekt, ki ga je predstavil Roswell Garavito Pearl , ki je vključeval strukturne spremembe v dostopnem tunelu in kupolo.
Leta 1991 se je začela gradnja nove katedrale, 200 metrov pod starejšo. Ta nova katedrala je bila slovesno odprta 16. decembra 1995. Njeni različni hodniki in svetišča so bili doseženi z majhnimi, a pomembnimi dodatki v jame, ki so ostale pri prejšnjih rudarskih delih.
Glavni deli stavbe so:
- Križev pot: ob vhodu v cerkev je 14 majhnih kapelic, ki predstavljajo križev pot, ki ponazarjajo dogodke na zadnji Jezusovi poti. Vsaka postaja ima križ in več klečečih ploščadi, vklesanih v strukturo halita.
- Kupola: je na koncu glavne padajoče vhodne rampe. Od tu se obiskovalec spusti do reliefnih križnih komor, balkona in labirinta narteksa.
- Tri ladje: med seboj so povezane z razpoko, ki simbolizira rojstvo in smrt Kristusa. Ogleda si lahko kopije Stvarjenje Adama in Pietá.
- Štirje veliki valjasti stebri predstavljajo štiri evangeliste.

Katedrala ima električni generator in dostop za vozila v notranji prostor (samo za nujne primere).

## Solni park
Katedrala je znotraj večjega kompleksa, Parque de la Sal (Solni park), ki vključuje tudi muzej rudarstva, mineralogije, geologije in naravnih virov. Solni park pokriva površino 32 hektarjev. Obiskovalci si lahko ogledajo umetnine, upodobitve rudarskega procesa, geološke prikaze, izobraževalne razstave o okolju prijaznem rudarstvu in trajnostnem razvoju
Glavna zanimivosti v parku so:
- Sveta os, kvadrat z ročno izrezljanim križem iz halita (4,2 metra višine)
- Solna kupola
- Rudnik
- Muzej slanice, kjer obiskovalec spozna, kako poteka proces pridobivanja soli iz halita. Ogledate si lahko tudi razstave geoloških študij, inženiringa in arhitekturnega procesa pri nastanku katedrale.
- Rezervoar
- Gozdovi
- Solni avditorij.